# جاسمين مغبل
جاسمين موغبيلي (بالإنجليزية: Jasmin Moghbeli) وهي إيرانية أميركية قد تم اختيارها من قبل وكالة ناسا للانضمام إلى فئة رواد الفضاء في أغسطس 2017. حصلت على درجة البكالوريوس في هندسة الفضاء مع تكنولوجيا المعلومات في معهد ماساتشوستس للتكنولوجيا ، تلتها درجة الماجستير في هندسة الطيران من مدرسة البحرية العليا. وهي أيضًا خريجة متميزة من مدرسة الاختبار التجريبي بالبحرية الأمريكية وقد عملت أكثر من 1600 ساعة طيران و 150 مهمة قتالية.

## حياتها وتعليمها
ولدت جاسمين موغبيلي في باد ناوهايم، بألمانيا. كان والداها من أصل إيراني، وهربا من إيران بعد الثورة الإسلامية الإيرانية عام 1979. وعاشوا في ديلراي بيتش، فلوريدا. شقيقها الأكبر، كافه موغبيلي، يقيم حاليا في فيلادلفيا ، بنسلفانيا.
أثناء وجودها في المدرسة الثانوية، حضرت جاسمين أكاديمية للفضاء في هنتسفيل (ألاباما). وتخرجت مغبيلي من مدرسة بالدوين الثانوية العليا في بالدوين، نيويورك. بعد ذلك، حصلت مغبيلي على درجة البكالوريوس في هندسة الطيران بتقنية المعلومات من معهد ماساتشوستس للتكنولوجيا (MIT). لعبت مغبيلي كرة السلة للكلية لمهندسي معهد ماساتشوستس للتكنولوجيا.
حصلت مغبيلي بعد ذلك على درجة الماجستير في هندسة الطيران من كلية الدراسات العليا البحرية في مونتيري ، كاليفورنيا.

## عملها
تخرجت مغبيلي من مدرسة الاختبار التجريبي للبحرية الأمريكية في نهر باتوكسينت بولاية ماريلاند. طارت موغبلي بطائرات حربية من طراز إيه إتش-1 سوبر كوبرا في أفغانستان في يونيو 2017 ، كانت جاسمين تختبر طائرات H-1 المروحية وتعمل كموظفة لضمان الجودة وملاحة الطيران وتقييم العمليات البحرية لسلاح البحرية الأمريكي في يوما، أريزونا.
أبلغت عن العمل في أغسطس 2017 لتبدأ عامين من التدريب كرائدة فضاء.

## جوائز وتكريمات
حصلت جاسمين على أربع ميداليات في سلاح الجو والبحرية ووسام البحرية، وثلاث ميداليات لإنجاز سلاح البحرية ومشاة البحرية. كما حصلت على جائزة «المدرسة البحرية التجريبية الأمريكية للاختبار» من الدرجة الرابعة وجائزة المرحلة الثانية من التطوير التنظيمي وجائزة الطالب ويلي ماكول المعلقة كأرفع مرتبة شرف من الفئة 144.

## وصلات خارجية
- Biography of Astronaut Candidate Jasmin Moghbeli